# Lista kodeksów papirusowych Nowego Testamentu

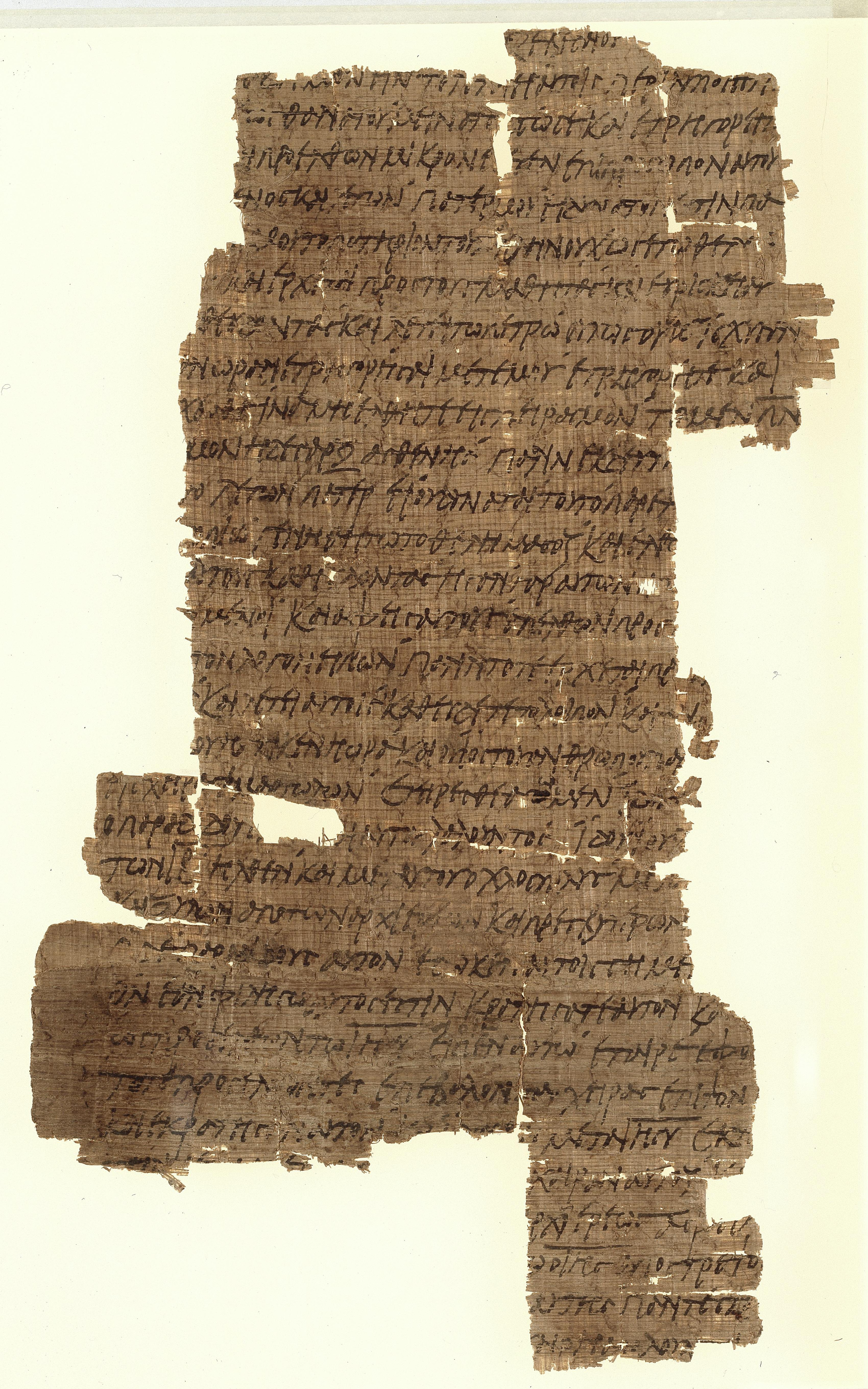
Verso Papirus 37

Kodeks papirusowy Nowego Testamentu – kopia partii tekstu Nowego Testamentu wykonana na papirusie. Data papirusów szacowana jest w oparciu o studia paleograficzne. Generalnie biorąc, są najstarszymi i najważniejszymi świadkami tekstu Nowego Testamentu.
Papirusy są najstarszymi posiadanymi dokumentami Nowego Testamentu. Pierwszy rękopis papirusowy odkryty został przez von Tischendorfa w 1868 (oznakowany później jako {\displaystyle {\mathfrak {P}}^{11}}). Zawierał 62-wierszowy fragment 1 Kor 1-7. W ciągu trzydziestu następnych lat C.R. Gregory, Karl Wessely oraz J. Rendel Harris opublikowali następne papirusy Nowego Testamentu. Były one jednak stosunkowo późne i młodsze od najstarszych kodeksów uncjalnych i ich rola w dalszym ciągu nie była doceniana. Wyjątkowy status wśród manuskryptów biblijnych Nowego Testamentu uzyskały dopiero w XX wieku.
Do przełomu doszło w roku 1898, kiedy to w ruinach Oxyrhynchus Grenfell i Hunt odkryli wielką liczbę papirusowych rękopisów, wśród których znajdowały się rękopisy biblijne. Od tego czasu, co jakiś czas, w Oxyrhynchus odnajdywane są nowe i nowe rękopisy. Odkrycia dokonane w latach 30. i 50. XX wieku przyniosły szereg nowych rękopisów (kolekcje Chester Beatty i Bodmera). Odkrycia przyniosły również bardziej kompletne rękopisy, które pozwalają biblistom na odtworzenie wczesnego tekstu Nowego Testamentu.
Caspar René Gregory dokonał pierwszej ich klasyfikacji i nadał im symbol {\displaystyle {\mathfrak {P}}} (znak pochodzi z pisma gotyckiego lub anglo-saksońskiego).
Przed rokiem 1900 znano tylko 9 papirusów, a tylko jeden z nich był cytowany w krytycznych wydaniach ({\displaystyle {\mathfrak {P}}^{11}} przez von Tischendorfa). Owe 9 papirusów były pojedynczymi fragmentami, z wyjątkiem {\displaystyle {\mathfrak {P}}^{15},} który zawierał całą kartkę. C.R. Gregory w 1909 znał 14 papirusów, a w 1951 roku 19. Ernst von Dobschütz w 1933 doszedł do {\displaystyle {\mathfrak {P}}^{48},} Kurt Aland w 1967 do {\displaystyle {\mathfrak {P}}^{81}.} W 2020 roku na liście INTF znajdowało się 140 papirusów Nowego Testamentu.

## Lista zarejestrowanych papirusów Nowego Testamentu
- Symbol {\displaystyle {\mathfrak {P}}^{65}} (albo „p”) oznakowany numerem według standardu Gregory’a-Alanda.
- Daty są przybliżone, zazwyczaj z dokładnością do 50 lat.
- Zawartość podawana jest z dokładnością do jednego rozdziału; wiersze nie są uwzględniane. Wiele z papirusów to fragmenty rozdziałów, np. {\displaystyle {\mathfrak {P}}}52 zawiera 8 wierszy spośród 40 wierszy J 18.

| Rękopisy należące do kolekcji Oxyrhynchus    |
| Rękopisy należące do kolekcji Bodmer         |
| Rękopisy należące do kolekcji Chester Beatty |

| Nazwa                                                                     | Data        | Zawiera                                                          | Instytucja                                                | Numer katalogowy                         | Miejsce przechowywania | Kraj                       | Źródło        |
| ------------------------------------------------------------------------- | ----------- | ---------------------------------------------------------------- | --------------------------------------------------------- | ---------------------------------------- | ---------------------- | -------------------------- | ------------- |
| {\displaystyle {\mathfrak {P}}^{1}}                                       | III wiek    | Mt 1                                                             | Uniwersytet Pensylwanii                                   | P. Oxyrhynchus 2; E 2746                 | Filadelfia             | Stany Zjednoczone          | [ 3 ]         |
| {\displaystyle {\mathfrak {P}}^{2}}                                       | VI wiek     | J 12                                                             | Narodowe Muzeum Archeologiczne we Florencji               | Inv. 7134                                | Florencja              | Włochy                     | [ 3 ]         |
| {\displaystyle {\mathfrak {P}}^{3}}                                       | ok. 600     | Łk 7; 10                                                         | Austriacka Biblioteka Narodowa                            | Pap. G. 2323                             | Wiedeń                 | Austria                    | [ 3 ]         |
| {\displaystyle {\mathfrak {P}}^{4}}                                       | III wiek    | Łk 1-6                                                           | Biblioteka Narodowa Francji                               | Suppl. Gr. 1120                          | Paryż                  | Francja                    | [ 3 ]         |
| {\displaystyle {\mathfrak {P}}^{5}}                                       | III wiek    | J 1; 16; 20                                                      | British Library                                           | P. Oxyrhynchus 208. 1781; Inv. 782. 2484 | Londyn                 | Wielka Brytania            | [ 3 ]         |
| {\displaystyle {\mathfrak {P}}^{6}}                                       | IV wiek     | J 10; 11                                                         | Bibliothèque Nationale et Universitaire de Strasbourg     | Pap. copt. 379. 381. 382. 384            | Strasburg              | Francja                    | [ 3 ]         |
| {\displaystyle {\mathfrak {P}}^{7}}                                       | ok. 300(?)  | Łk 4                                                             | Nacionalna biblioteka Ukrajiny imeni W. I. Wernads’koho   | Petrov 553                               | Kijów                  | Ukraina                    | [ 3 ]         |
| {\displaystyle {\mathfrak {P}}^{8}}                                       | IV wiek     | Dz 4-6                                                           | Staatliche Museen zu Berlin                               | Inv. 8683                                | Berlin                 | Niemcy                     | [ 4 ]         |
| {\displaystyle {\mathfrak {P}}^{9}}                                       | III wiek    | 1 J 4                                                            | Houghton Library, Uniwersytet Harvarda                    | P. Oxyrhynchus 402; Inv. 3736            | Cambridge              | Stany Zjednoczone          | [ 4 ]         |
| {\displaystyle {\mathfrak {P}}^{10}}                                      | IV wiek     | Rz 1                                                             | Houghton Library, Uniwersytet Harvarda                    | P. Oxyrhynchus 209; Inv. 2218            | Cambridge              | Stany Zjednoczone          | [ 4 ]         |
| {\displaystyle {\mathfrak {P}}^{11}}                                      | VI wiek     | 1 Kor 1-7                                                        | Rosyjska Biblioteka Narodowa                              | Gr. 258A                                 | Petersburg             | Rosja                      | [ 4 ]         |
| {\displaystyle {\mathfrak {P}}^{12}}                                      | III wiek    | Hbr 1                                                            | Morgan Library & Museum                                   | Pap. Gr. 3; P. Amherst 3b                | Nowy Jork              | Stany Zjednoczone          | [ 4 ]         |
| {\displaystyle {\mathfrak {P}}^{13}}                                      | III wiek    | Hbr 2-5,10-12                                                    | British Library Biblioteka Laurenziana                    | P. Oxyrhynchus 657; Inv. 1532 v PSI 1292 | Londyn Florencja       | Wielka Brytania Włochy     | [ 4 ]         |
| {\displaystyle {\mathfrak {P}}^{14}}                                      | V wiek      | 1 Kor 1-3                                                        | Klasztor Świętej Katarzyny (Synaj)                        | 14                                       | Synaj                  | Egipt                      | [ 4 ]         |
| {\displaystyle {\mathfrak {P}}^{15}}                                      | III wiek    | 1 Kor 7-8                                                        | Muzeum Egipskie w Kairze                                  | P. Oxyrhynchus 1008; JE 47423            | Kair                   | Egipt                      | [ 4 ]         |
| {\displaystyle {\mathfrak {P}}^{16}}                                      | ok. 300     | Flp 3-4                                                          | Muzeum Egipskie w Kairze                                  | P. Oxyrhynchus 1009; JE 47424            | Kair                   | Egipt                      | [ 4 ]         |
| {\displaystyle {\mathfrak {P}}^{17}}                                      | IV wiek     | Hbr 9                                                            | Uniwersytet w Cambridge                                   | P. Oxyrhynchus 1078; Add. 5893           | Cambridge              | Wielka Brytania            | [ 5 ]         |
| {\displaystyle {\mathfrak {P}}^{18}}                                      | ok. 300     | Ap 1                                                             | British Library                                           | P. Oxyrhynchus 1079; Inv. 2053v          | Londyn                 | Wielka Brytania            | [ 5 ]         |
| {\displaystyle {\mathfrak {P}}^{19}}                                      | ok. 400     | Mt 10-11                                                         | Biblioteka Bodlejańska                                    | P. Oxyrhynchus 1170; Gr. bibl. d. 6 (P)  | Oksford                | Wielka Brytania            | [ 5 ]         |
| {\displaystyle {\mathfrak {P}}^{20}}                                      | III wiek    | Jk 2-3                                                           | Biblioteka Uniwersytetu w Princeton                       | P. Oxyrhynchus 1171; AM 4117             | Princeton              | Stany Zjednoczone          | [ 5 ]         |
| {\displaystyle {\mathfrak {P}}^{21}}                                      | ok. 400     | Mt 12                                                            | Muhlenberg College                                        | P. Oxyrhynchus 1227; Theol. Pap. 3       | Allentown              | Stany Zjednoczone          | [ 5 ]         |
| {\displaystyle {\mathfrak {P}}^{22}}                                      | III wiek    | J 15-16                                                          | Uniwersytet w Glasgow                                     | P. Oxyrhynchus Papyri 1228, MS 2-X.I     | Glasgow                | Wielka Brytania            | [ 5 ]         |
| {\displaystyle {\mathfrak {P}}^{23}}                                      | III wiek    | Jk 1                                                             | Uniwersytet Illinois w Urbanie i Champaign                | P. Oxyrhynchus Papyri1229, G. P. 1229    | Urbana                 | Stany Zjednoczone          | [ 5 ]         |
| {\displaystyle {\mathfrak {P}}^{24}}                                      | IV wiek     | Ap 5-6                                                           | Andover Newton Theological School                         | P. Oxyrhynchus Papyri1230; OP 1230       | Newton                 | Stany Zjednoczone          | [ 5 ]         |
| {\displaystyle {\mathfrak {P}}^{25}}                                      | IV wiek     | Mt 18-19                                                         | Staatliche Museen zu Berlin                               | Inv. 16388                               | Berlin                 | Niemcy                     | [ 5 ]         |
| {\displaystyle {\mathfrak {P}}^{26}}                                      | ok. 600     | Rz 1                                                             | (Joseph S) Bridwell Library Southern Methodist University | P. Oxyrhynchus 1354                      | Dallas                 | Stany Zjednoczone          | [ 6 ]         |
| {\displaystyle {\mathfrak {P}}^{27}}                                      | III wiek    | Rz 8-9                                                           | Uniwersytet w Cambridge                                   | P. Oxyrhynchus 1355; Add. 7211           | Cambridge              | Wielka Brytania            | [ 6 ]         |
| {\displaystyle {\mathfrak {P}}^{28}}                                      | III wiek    | J 6                                                              | Palestine Institute Museum Pacific School of Religion     | P. Oxyrhynchus 1596; Pap. 2              | Berkeley               | Stany Zjednoczone          | [ 6 ]         |
| {\displaystyle {\mathfrak {P}}^{29}}                                      | III wiek    | Dz 26                                                            | Biblioteka Bodlejańska                                    | P. Oxyrhynchus 1597; Gr. bibl. g. 4 (P)  | Oksford                | Wielka Brytania            | [ 6 ]         |
| {\displaystyle {\mathfrak {P}}^{30}}                                      | III wiek    | 1 Tes 4-5; 2 Tes 1                                               | Uniwersytet w Gandawie                                    | P. Oxyrhynchus 1598; Inv. 61             | Gandawa                | Belgia                     | [ 6 ]         |
| {\displaystyle {\mathfrak {P}}^{31}}                                      | VII wiek    | Rz 12                                                            | John Rylands University Library                           | P. Ryl. 4; Gr. P. 4                      | Manchester             | Wielka Brytania            | [ 6 ]         |
| {\displaystyle {\mathfrak {P}}^{32}}                                      | ok. 200     | Tt 1-2                                                           | John Rylands University Library                           | P. Ryl. 5; G. P. 5                       | Manchester             | Wielka Brytania            | [ 6 ]         |
| {\displaystyle {\mathfrak {P}}^{33}}={\displaystyle {\mathfrak {P}}^{58}} | VI wiek     | Dz 7,15                                                          | Austriacka Biblioteka Narodowa                            | Pap. G. 17973, 26133, 35831, 39783       | Wiedeń                 | Austria                    | [ 6 ]         |
| {\displaystyle {\mathfrak {P}}^{34}}                                      | VII wiek    | 1 Kor 16; 2 Kor 5,10-11                                          | Austriacka Biblioteka Narodowa                            | Pap. G. 39784                            | Wiedeń                 | Austria                    | [ 7 ]         |
| {\displaystyle {\mathfrak {P}}^{35}}                                      | IV wiek(?)  | Mt 25                                                            | Biblioteka Laurenziana                                    | PSI 1                                    | Florencja              | Włochy                     | [ 7 ]         |
| {\displaystyle {\mathfrak {P}}^{36}}                                      | VI wiek     | J 3                                                              | Biblioteka Laurenziana                                    | PSI 3                                    | Florencja              | Włochy                     | [ 7 ]         |
| {\displaystyle {\mathfrak {P}}^{37}}                                      | 300         | Mt 26                                                            | Uniwersytet Michigan                                      | P. Mich. 137; Inv. 1570                  | Ann Arbor              | Stany Zjednoczone          | [ 7 ]         |
| {\displaystyle {\mathfrak {P}}^{38}}                                      | ok. 300     | Dz 18-19                                                         | Uniwersytet Michigan                                      | P. Mich. 138; Inv. 1571                  | Ann Arbor              | Stany Zjednoczone          | [ 7 ]         |
| {\displaystyle {\mathfrak {P}}^{39}}                                      | III wiek    | J 8                                                              | Artists Right Society                                     | P. Oxyrhynchus Inv. 8864                 | Rochester              | Stany Zjednoczone          | [ 7 ]         |
| {\displaystyle {\mathfrak {P}}^{40}}                                      | III wiek    | Rz 1-4,6,9                                                       | Institute for Papyrology Uniwersytet w Heidelbergu        | P. Bad. 57; Inv. 45                      | Heidelberg             | Niemcy                     | [ 7 ]         |
| {\displaystyle {\mathfrak {P}}^{41}}                                      | VIII wiek   | Dz 17-22                                                         | Austriacka Biblioteka Narodowa                            | Pap. K. 7541-48                          | Wiedeń                 | Austria                    | [ 8 ]         |
| {\displaystyle {\mathfrak {P}}^{42}}                                      | ok. 700     | Łk 1-2                                                           | Austriacka Biblioteka Narodowa                            | Pap. K. 8706                             | Wiedeń                 | Austria                    | [ 8 ]         |
| {\displaystyle {\mathfrak {P}}^{43}}                                      | ok. 600     | Ap 2,15-16                                                       | Biblioteka Brytyjska                                      | Inv. 2241                                | Londyn                 | Wielka Brytania            | [ 8 ]         |
| {\displaystyle {\mathfrak {P}}^{44}}                                      | ok. 600     | Mt 17-18,25; J 9,12; 10; 12                                      | Metropolitan Museum of Art                                | Inv. 14. 1. 527                          | Nowy Jork              | Stany Zjednoczone          | [ 8 ]         |
| {\displaystyle {\mathfrak {P}}^{45}}                                      | III wiek    | Mt 20-21,25-26; Mk 4-9,11-12; Łk 6-7,9-14; Jn 4-5,10-11; Dz 4-17 | Chester Beatty Library Austriacka Biblioteka Narodowa     | Chester Beatty Papyri I Pap. g. 31974    | Dublin Wiedeń          | Irlandia Austria           | [ 8 ]         |
| {\displaystyle {\mathfrak {P}}^{46}}                                      | ok. 200     | Rz 5-6,8-16; 1 Kor; 2 Kor; Ga; Ef; Flp; Kol; 1 Tes; Hbr          | Chester Beatty Library Uniwersytet Michigan               | Chester Beatty Papyri II Inv. 6238       | Dublin Ann Arbor       | Irlandia Stany Zjednoczone | [ 9 ]         |
| {\displaystyle {\mathfrak {P}}^{47}}                                      | III wiek    | Ap 9-17                                                          | Chester Beatty Library                                    | Chester Beatty Papyri III                | Dublin                 | Irlandia                   | [ 9 ]         |
| {\displaystyle {\mathfrak {P}}^{48}}                                      | III wiek    | Dz 23                                                            | Biblioteka Laurenziana                                    | PSI 1165                                 | Florencja              | Włochy                     | [ 10 ]        |
| {\displaystyle {\mathfrak {P}}^{49}}                                      | III wiek    | Ef 4-5                                                           | Uniwersytet Yale                                          | P. 415                                   | New Haven              | Stany Zjednoczone          | [ 10 ]        |
| {\displaystyle {\mathfrak {P}}^{50}}                                      | 400         | Dz 8,10                                                          | Uniwersytet Yale                                          | P. 1543                                  | New Haven              | Stany Zjednoczone          | [ 10 ]        |
| {\displaystyle {\mathfrak {P}}^{51}}                                      | 400         | Ga 1                                                             | Ashmolean Museum                                          | P. Oxyrhynchus 2157                      | Oksford                | Wielka Brytania            | [ 10 ]        |
| {\displaystyle {\mathfrak {P}}^{52}}                                      | 125         | J 18                                                             | John Rylands University Library                           | Gr. P. 457                               | Manchester             | Wielka Brytania            | [ 10 ]        |
| {\displaystyle {\mathfrak {P}}^{53}}                                      | III wiek    | Mt 26; Dz 9-10                                                   | Uniwersytet Michigan                                      | Inv. 6652                                | Ann Arbor              | Stany Zjednoczone          | [ 10 ]        |
| {\displaystyle {\mathfrak {P}}^{54}}                                      | 500         | Jk 2-3                                                           | Uniwersytet Princeton                                     | P. Princ. 15; Garrett Depots 7742        | Princeton              | Stany Zjednoczone          | [ 10 ]        |
| {\displaystyle {\mathfrak {P}}^{55}}                                      | 600         | J 1                                                              | Austriacka Biblioteka Narodowa                            | Pap. G. 26214                            | Wiedeń                 | Austria                    | [ 11 ]        |
| {\displaystyle {\mathfrak {P}}^{56}}                                      | 500         | Dz 1                                                             | Austriacka Biblioteka Narodowa                            | Pap. G. 19918                            | Wiedeń                 | Austria                    | [ 11 ]        |
| {\displaystyle {\mathfrak {P}}^{57}}                                      | 400         | Dz 4-5                                                           | Austriacka Biblioteka Narodowa                            | Pap. G. 26020                            | Wiedeń                 | Austria                    | [ 11 ]        |
| {\displaystyle {\mathfrak {P}}^{58}}={\displaystyle {\mathfrak {P}}^{33}} | VI wiek     | Dz 7,15                                                          | Austriacka Biblioteka Narodowa                            | Pap. G. 17973, 26133, 35831, 39783       | Wiedeń                 | Austria                    | [ 11 ]        |
| {\displaystyle {\mathfrak {P}}^{59}}                                      | VII wiek    | J 1-2,11-12,17-18,21                                             | Morgan Library & Museum                                   | P. Colt 3                                | Nowy Jork              | Stany Zjednoczone          | [ 11 ]        |
| {\displaystyle {\mathfrak {P}}^{60}}                                      | VII wiek    | J 16-19                                                          | Morgan Library & Museum                                   | P. Colt 4                                | Nowy Jork              | Stany Zjednoczone          | [ 11 ]        |
| {\displaystyle {\mathfrak {P}}^{61}}                                      | 700         | Rz 16; 1 Kor 1,5; Flp 3; Kol 1,4; 1 Tes 1; Tt 3; Flm             | Morgan Library & Museum                                   | P. Colt 5                                | Nowy Jork              | Stany Zjednoczone          | [ 11 ]        |
| {\displaystyle {\mathfrak {P}}^{62}}                                      | IV wiek     | Mt 11                                                            | Uniwersytet w Oslo                                        | Inv. 1661                                | Oslo                   | Norwegia                   | [ 11 ]        |
| {\displaystyle {\mathfrak {P}}^{63}}                                      | 500         | J 3-4                                                            | Staatliche Museen zu Berlin                               | Inv. 11914                               | Berlin                 | Niemcy                     | [ 12 ]        |
| {\displaystyle {\mathfrak {P}}^{64}}={\displaystyle {\mathfrak {P}}^{67}} | III wiek    | Mt 3,5,26                                                        | Magdalen College Fundación Sant Lluc Evangelista          | Gr. 18 Inv. I                            | Oksford Barcelona      | Wielka Brytania Hiszpania  | [ 12 ]        |
| {\displaystyle {\mathfrak {P}}^{65}}                                      | III wiek    | 1 Tes 1-2                                                        | Narodowe Muzeum Archeologiczne we Florencji               | PSI 1373                                 | Florencja              | Włochy                     | [ 12 ]        |
| {\displaystyle {\mathfrak {P}}^{66}}                                      | 200         | J                                                                | Bibliotheca Bodmeriana                                    | Bodmer Papyri II                         | Genewa                 | Szwajcaria                 | [ 12 ]        |
| {\displaystyle {\mathfrak {P}}^{67}}={\displaystyle {\mathfrak {P}}^{64}} | III wiek    | Mt 3,5,26                                                        | Magdalen College Fundación Sant Lluc Evangelista          | Gr. 18 Inv. I                            | Oksford Barcelona      | Wielka Brytania Hiszpania  | [ 12 ]        |
| {\displaystyle {\mathfrak {P}}^{68}}                                      | 650(?)      | 1 Kor 4-5                                                        | Rosyjska Biblioteka Narodowa                              | Gr. 258B                                 | Petersburg             | Rosja                      | [ 12 ]        |
| {\displaystyle {\mathfrak {P}}^{69}}                                      | III wiek    | Łk 22                                                            | Ashmolean Museum                                          | P. Oxyrhynchus 2383                      | Oksford                | Wielka Brytania            | [ 12 ]        |
| {\displaystyle {\mathfrak {P}}^{70}}                                      | III wiek    | Mt 2-3,11-12,24                                                  | Ashmolean Museum Narodowe Muzeum Archeologiczne           | P. Oxyrhynchus 2384 CNR 419, 420         | Oksford Florencja      | Wielka Brytania Włochy     | [ 13 ]        |
| {\displaystyle {\mathfrak {P}}^{71}}                                      | IV wiek     | Mt 19                                                            | Ashmolean Museum                                          | P. Oxyrhynchus 2385                      | Oksford                | Wielka Brytania            | [ 13 ]        |
| {\displaystyle {\mathfrak {P}}^{72}}                                      | 300         | 1 Pt; 2 Pt; Jd                                                   | Bibliotheca Bodmeriana                                    | Bodmer Papyri VII, VIII                  | Genewa                 | Szwajcaria                 | [ 13 ]        |
| {\displaystyle {\mathfrak {P}}^{73}}                                      | VII wiek    | Mt 25-26                                                         | Bibliotheca Bodmeriana                                    | Bodmer Papyri L                          | Genewa                 | Szwajcaria                 | [ 13 ]        |
| {\displaystyle {\mathfrak {P}}^{74}}                                      | VII wiek    | Dz; Jk; 1 Pt 1-3; 2 Pt 2-3; 1 J; 2 J; 3 J                        | Bibliotheca Bodmeriana                                    | Bodmer Papyri XVII                       | Genewa                 | Szwajcaria                 | [ 13 ]        |
| {\displaystyle {\mathfrak {P}}^{75}}                                      | 175-225     | Łk 3-18,22-24; J 1-15                                            | Biblioteka Watykańska                                     | Bodmer Papyri XIV, XV                    | Watykan                | Watykan                    | [ 14 ] [ 15 ] |
| {\displaystyle {\mathfrak {P}}^{76}}                                      | VI wiek     | J 4                                                              | Austriacka Biblioteka Narodowa                            | Pap. G. 36102                            | Wiedeń                 | Austria                    | [ 14 ]        |
| {\displaystyle {\mathfrak {P}}^{77}}                                      | 200         | Mt 23                                                            | Ashmolean Museum                                          | P. Oxyrhynchus 2683                      | Oksford                | Wielka Brytania            | [ 14 ]        |
| {\displaystyle {\mathfrak {P}}^{78}}                                      | 300         | Jd                                                               | Ashmolean Museum                                          | P. Oxyrhynchus 2684                      | Oksford                | Wielka Brytania            | [ 14 ]        |
| {\displaystyle {\mathfrak {P}}^{79}}                                      | VII wiek    | Hbr 10                                                           | Staatliche Museen zu Berlin                               | Inv. 6774                                | Berlin                 | Niemcy                     | [ 14 ]        |
| {\displaystyle {\mathfrak {P}}^{80}}                                      | III wiek    | J 3                                                              | Fundación Sant Lluc Evangelista                           | Inv. 83                                  | Barcelona              | Hiszpania                  | [ 14 ]        |
| {\displaystyle {\mathfrak {P}}^{81}}                                      | IV wiek     | 1 Pt 2-3                                                         | prywatna kolekcja (prof. Sergio Daris)                    | Inv. 20                                  | Triest                 | Włochy                     | [ 14 ]        |
| {\displaystyle {\mathfrak {P}}^{82}}                                      | 400         | Łk 7                                                             | Uniwersytet Strasburski                                   | Gr. 2677                                 | Strasburg              | Francja                    | [ 14 ]        |
| {\displaystyle {\mathfrak {P}}^{83}}                                      | VI wiek     | Mt 20,23-24                                                      | Katholieke Universiteit Leuven                            | P. A. M. Kh. Mird 16, 29                 | Leuven                 | Belgia                     | [ 14 ]        |
| {\displaystyle {\mathfrak {P}}^{84}}                                      | VI wiek     | Mk 2,6; J 5,17                                                   | Katholieke Universiteit Leuven                            | P. A. M. Kh. Mird 4, 11                  | Leuven                 | Belgia                     | [ 16 ]        |
| {\displaystyle {\mathfrak {P}}^{85}}                                      | 400         | Ap 9-10                                                          | Uniwersytet w Strasburgu                                  | Gr. 1028                                 | Strasburg              | Francja                    | [ 16 ]        |
| {\displaystyle {\mathfrak {P}}^{86}}                                      | IV wiek     | Mt 5                                                             | Institut für Altertumskunde Uniwersytet Koloński          | Theol. 5516                              | Kolonia                | Niemcy                     | [ 16 ]        |
| {\displaystyle {\mathfrak {P}}^{87}}                                      | III wiek    | Flm                                                              | Institut für Altertumskunde Uniwersytet Koloński          | Theol. 12                                | Kolonia                | Niemcy                     | [ 16 ]        |
| {\displaystyle {\mathfrak {P}}^{88}}                                      | IV wiek     | Mk 2                                                             | Katolicki Uniwersytet Najświętszego Serca                 | Inv. 69.24                               | Mediolan               | Włochy                     | [ 16 ]        |
| {\displaystyle {\mathfrak {P}}^{89}}                                      | IV wiek     | Hbr 6                                                            | Biblioteca Medicea Laurenziana                            | PL III/292                               | Florencja              | Włochy                     | [ 16 ]        |
| {\displaystyle {\mathfrak {P}}^{90}}                                      | II wiek     | J 18-19                                                          | Ashmolean Museum                                          | Oxyrhynchus 3523; 65 6 B. 32/M (3-5)a    | Oksford                | Wielka Brytania            | [ 16 ]        |
| {\displaystyle {\mathfrak {P}}^{91}}                                      | III wiek    | Dz 2-3                                                           | Macquarie University                                      | inv. 360                                 | Sydney                 | Australia                  | [ 16 ]        |
| {\displaystyle {\mathfrak {P}}^{92}}                                      | 300         | Ef 1; 2 Tes 1                                                    | Muzeum Egipskie w Kairze                                  | P. Narmuthis 69.39a/229a                 | Kair                   | Egipt                      | [ 16 ]        |
| {\displaystyle {\mathfrak {P}}^{93}}                                      | V wiek      | J 13                                                             | Narodowe Muzeum Archeologiczne we Florencji               | PSI 108                                  | Florencja              | Włochy                     | [ 17 ]        |
| {\displaystyle {\mathfrak {P}}^{94}}                                      | 500         | Rz 6                                                             | Muzeum Egipskie w Kairze                                  | P. Cair. 10730                           | Kair                   | Egipt                      | [ 17 ]        |
| {\displaystyle {\mathfrak {P}}^{95}}                                      | III wiek    | J 5                                                              | Biblioteca Medicea Laurenziana                            | PL II/31                                 | Florencja              | Włochy                     | [ 17 ]        |
| {\displaystyle {\mathfrak {P}}^{96}}                                      | VI wiek     | Mt 3                                                             | Austriacka Biblioteka Narodowa                            | Pap. K 7244                              | Wiedeń                 | Austria                    | [ 17 ]        |
| {\displaystyle {\mathfrak {P}}^{97}}                                      | 600         | Łk 14                                                            | Chester Beatty Library                                    | p. Chester B. XVII                       | Dublin                 | Irlandia                   | [ 17 ]        |
| {\displaystyle {\mathfrak {P}}^{98}}                                      | II wiek (?) | Ap 1                                                             | Institut français d’archéologie orientale                 | P. IFAO inv. 237b                        | Kair                   | Egipt                      | [ 17 ]        |
| {\displaystyle {\mathfrak {P}}^{99}}                                      | 400         | Rz, 2 Kor, Ga, Ef                                                | Chester Beatty Library                                    | P. Chester B. Ac. 1499, fol 11-14        | Dublin                 | Irlandia                   | [ 17 ]        |
| {\displaystyle {\mathfrak {P}}^{100}}                                     | 300         | Jk 3-5                                                           | Ashmolean Museum                                          | P. Oxyrhynchus 4449                      | Oksford                | Wielka Brytania            | [ 18 ]        |
| {\displaystyle {\mathfrak {P}}^{101}}                                     | III wiek    | Mt 3-4                                                           | Ashmolean Museum                                          | P. Oxyrhynchus 4401                      | Oksford                | Wielka Brytania            | [ 18 ]        |
| {\displaystyle {\mathfrak {P}}^{102}}                                     | 300         | Mt 4                                                             | Ashmolean Museum                                          | P. Oxyrhynchus 4402                      | Oksford                | Wielka Brytania            | [ 18 ]        |
| {\displaystyle {\mathfrak {P}}^{103}}                                     | 200         | Mt 13-14                                                         | Ashmolean Museum                                          | P. Oxyrhynchus 4403                      | Oksford                | Wielka Brytania            | [ 18 ]        |
| {\displaystyle {\mathfrak {P}}^{104}}                                     | II wiek     | Mt 21                                                            | Ashmolean Museum                                          | P. Oxyrhynchus 4404                      | Oksford                | Wielka Brytania            | [ 18 ]        |
| {\displaystyle {\mathfrak {P}}^{105}}                                     | 500         | Mt 27-28                                                         | Ashmolean Museum                                          | P. Oxyrhynchus 4406                      | Oksford                | Wielka Brytania            | [ 18 ]        |
| {\displaystyle {\mathfrak {P}}^{106}}                                     | III wiek    | J 1                                                              | Ashmolean Museum                                          | P. Oxyrhynchus 4445                      | Oksford                | Wielka Brytania            | [ 18 ]        |
| {\displaystyle {\mathfrak {P}}^{107}}                                     | III wiek    | J 17                                                             | Ashmolean Museum                                          | P. Oxyrhynchus 4446                      | Oksford                | Wielka Brytania            | [ 18 ]        |
| {\displaystyle {\mathfrak {P}}^{108}}                                     | III wiek    | J 17/18                                                          | Ashmolean Museum                                          | P. Oxyrhynchus 4447                      | Oksford                | Wielka Brytania            | [ 18 ]        |
| {\displaystyle {\mathfrak {P}}^{109}}                                     | III wiek    | J 21                                                             | Ashmolean Museum                                          | P. Oxyrhynchus 4448                      | Oksford                | Wielka Brytania            | [ 18 ]        |
| {\displaystyle {\mathfrak {P}}^{110}}                                     | 300         | Mt 10                                                            | Ashmolean Museum                                          | P. Oxyrhynchus 4494                      | Oksford                | Wielka Brytania            | [ 18 ]        |
| {\displaystyle {\mathfrak {P}}^{111}}                                     | III wiek    | Łk 17                                                            | Ashmolean Museum                                          | Oxyrhynchus 4495                         | Oksford                | Wielka Brytania            | [ 18 ]        |
| {\displaystyle {\mathfrak {P}}^{112}}                                     | V wiek      | Dz 26-27                                                         | Ashmolean Museum                                          | P. Oxyrhynchus 4496                      | Oksford                | Wielka Brytania            | [ 18 ]        |
| {\displaystyle {\mathfrak {P}}^{113}}                                     | III wiek    | Rz 2                                                             | Ashmolean Museum                                          | P. Oxyrhynchus 4497                      | Oksford                | Wielka Brytania            | [ 18 ]        |
| {\displaystyle {\mathfrak {P}}^{114}}                                     | III wiek    | Hbr 1                                                            | Ashmolean Museum                                          | P. Oxyrhynchus 4498                      | Oksford                | Wielka Brytania            | [ 18 ]        |
| {\displaystyle {\mathfrak {P}}^{115}}                                     | 300         | Ap 2-3,5-6,8-15                                                  | Ashmolean Museum                                          | P. Oxyrhynchus 4499                      | Oksford                | Wielka Brytania            | [ 18 ]        |
| {\displaystyle {\mathfrak {P}}^{116}}                                     | 600         | Hbr 2-3                                                          | Austriacka Biblioteka Narodowa                            | P. Vindob. G 42417                       | Wiedeń                 | Austria                    | [ 18 ]        |
| {\displaystyle {\mathfrak {P}}^{117}}                                     | 400         | 2 Kor 7                                                          | Uniwersytet Hamburski                                     | Inv. 1002                                | Hamburg                | Niemcy                     | [ 18 ]        |
| {\displaystyle {\mathfrak {P}}^{118}}                                     | III wiek    | Rz 15-16                                                         | Uniwersytet Koloński                                      | Institut für Altertumskunde, Inv. 10311  | Kolonia                | Niemcy                     | [ 18 ]        |
| {\displaystyle {\mathfrak {P}}^{119}}                                     | III wiek    | J 1                                                              | Ashmolean Museum                                          | P. Oxyrhynchus 4803                      | Oksford                | Wielka Brytania            | [ 18 ]        |
| {\displaystyle {\mathfrak {P}}^{120}}                                     | IV wiek     | J 1                                                              | Ashmolean Museum                                          | P. Oxyrhynchus 4804                      | Oksford                | Wielka Brytania            | [ 18 ]        |
| {\displaystyle {\mathfrak {P}}^{121}}                                     | III wiek    | J 19                                                             | Ashmolean Museum                                          | P. Oxyrhynchus 4805                      | Oksford                | Wielka Brytania            | [ 18 ]        |
| {\displaystyle {\mathfrak {P}}^{122}}                                     | 400         | J 21                                                             | Ashmolean Museum                                          | P. Oxyrhynchus 4806                      | Oksford                | Wielka Brytania            | [ 18 ]        |
| {\displaystyle {\mathfrak {P}}^{123}}                                     | IV wiek     | 1 Kor 14-15                                                      | Ashmolean Museum                                          | P. Oxyrhynchus 4844                      | Oksford                | Wielka Brytania            | [ 18 ]        |
| {\displaystyle {\mathfrak {P}}^{124}}                                     | 550         | 2 Kor 11                                                         | Ashmolean Museum                                          | P. Oxyrhynchus 4845                      | Oksford                | Wielka Brytania            | [ 18 ]        |
| {\displaystyle {\mathfrak {P}}^{125}}                                     | 300         | 1 P 1,23-2,5; 2,7-12                                             | Ashmolean Museum                                          | P. Oxyrhynchus 4934                      | Oksford                | Wielka Brytania            | [ 18 ]        |
| {\displaystyle {\mathfrak {P}}^{126}}                                     | IV wiek     | Hebr 13,12-13.19-20                                              | Narodowe Muzeum Archeologiczne                            | PSI inv. 1479                            | Florencja              | Włochy                     | [ 18 ]        |
| {\displaystyle {\mathfrak {P}}^{127}}                                     | IV wiek     | Dz 10-17 †                                                       | Ashmolean Museum                                          | P. Oxyrhynchus 4968                      | Oksford                | Wielka Brytania            | [ 19 ]        |
| {\displaystyle {\mathfrak {P}}^{128}}                                     | VI/VII wiek | J 9,3-4, 12,16-18                                                | Metropolitan Museum of Art                                | Inv. 14.1.527                            | Nowy Jork              | Stany Zjednoczone          | [ 20 ]        |
| {\displaystyle {\mathfrak {P}}^{129}}                                     | II wiek     | 1 Kor 7,32-37; 8,10-9,3, 10-16, 27-10,6                          | Sackler Library                                           | P.Oxy. inv. 106/116(d) + 106/116(c)      | Oksford                | W. Brytania                |               |
| {\displaystyle {\mathfrak {P}}^{130}}                                     | III/IV wiek | Hebr 9,9-12. 19-23                                               |                                                           |                                          |                        |                            |               |
| {\displaystyle {\mathfrak {P}}^{131}}                                     | III wiek    | Rz 9,18-21-23, 33-10,4                                           |                                                           |                                          |                        |                            |               |
| {\displaystyle {\mathfrak {P}}^{132}}                                     | III/IV wiek | Ef 3,21-4,2, 14-16                                               | Ashmolean Museum                                          | P. Oxyrhynchus 5258                      | Oksford                | Wielka Brytania            | [ 21 ]        |
| {\displaystyle {\mathfrak {P}}^{133}}                                     | III wiek    | 1 Tym 3,13-4,8                                                   | Ashmolean Museum                                          | P. Oxyrhynchus 5259                      | Oksford                | Wielka Brytania            | [ 22 ]        |
| {\displaystyle {\mathfrak {P}}^{134}}                                     | III/IV wiek | J 1,49-2,1                                                       |                                                           |                                          |                        |                            |               |
| {\displaystyle {\mathfrak {P}}^{135}}                                     | IV/V wiek   | Ga 3,21-22.28-29; 4,31-5,6.10-15                                 |                                                           |                                          |                        |                            |               |
| {\displaystyle {\mathfrak {P}}^{136}}                                     | VI wiek     | Dz 4,27-31; 7,26-30                                              |                                                           |                                          |                        |                            |               |
| {\displaystyle {\mathfrak {P}}^{137}}                                     | II/III      | Mk 1,7-9, 16-18                                                  | Ashmolean Museum                                          | P. Oxyrhynchus 5345                      | Oksford                | Wielka Brytania            |               |
| {\displaystyle {\mathfrak {P}}^{138}}                                     | III         | Łk 13, 13-17. 25-30                                              | Ashmolean Museum                                          | P. Oxyrhynchus 5346                      | Oksford                | Wielka Brytania            |               |
| {\displaystyle {\mathfrak {P}}^{139}}                                     | IV wiek     | Flm                                                              |                                                           |                                          |                        |                            |               |
| {\displaystyle {\mathfrak {P}}^{140}}                                     | V wiek      | Dz 7,54-55, 57-58                                                |                                                           |                                          |                        |                            |               |

## Stopień rozpowszechnienia poszczególnych ksiąg Nowego Testamentu
| Księga NT | Wszystkie | Wczesne | Księga NT | Wszystkie | Wczesne |
| Mt        | 23        | 11      | 1 Tm      | 2         | 2       |
| Mk        | 4         | 3       | 2 Tm      | 0         | 0       |
| Łk        | 11        | 7       | Tt        | 2         | 1       |
| J         | 31        | 19      | Flm       | 3         | 1       |
| Dz        | 17        | 7       | Hbr       | 9         | 4       |
| Rz        | 11        | 6       | Jk        | 6         | 4       |
| 1 Kor     | 9         | 4       | 1 Pt      | 3         | 1       |
| 2 Kor     | 4         | 2       | 2 Pt      | 2         | 1       |
| Ga        | 3         | 1       | 1 J       | 2         | 1       |
| Ef        | 6         | 5       | 2 J       | 1         | 0       |
| Flp       | 3         | 2       | 3 J       | 1         | 0       |
| Kol       | 2         | 1       | Jd        | 3         | 2       |
| 1 Tes     | 4         | 3       | Ap        | 7         | 4       |
| 2 Tes     | 2         | 2       |           |           |         |

Nota: „Wczesne” oznacza rękopisy z II i III wieku. Niektóre rękopisy zawierają więcej niż jedną księgę Nowego Testamentu i dlatego podane wyżej liczby nie odpowiadają ściśle liczbie wszystkich rękopisów. Zwraca uwagę stosunkowo wysoka reprezentacja Ewangelii Jana (aż 31 rękopisów) i Mateusza (23 rękopisów), przy zaledwie 4 rękopisach przekazujących Ewangelię Marka.